# 小林登
小林 登（こばやし のぼる、1927年11月23日 - 2019年12月26日）は、日本の医学者・小児科医。東京大学医学部教授を経て、東京大学名誉教授、国立小児病院名誉院長。学位は、医学博士。

## 来歴・人物
東京府生まれ。父は日本画家の小林巣居人。東京府立第十九中学校を4年修了し、1945年に海軍兵学校（75期）を卒業。第一高等学校理科甲類を経て、1954年東京大学医学部医学科卒業。米国・英国留学後大学に戻り、1970年東京大学医学部小児科学教授。1980年国際小児科学会会長。1984年国立小児病院小児医療研究センター初代センター長。1988年東京大学名誉教授。1987年から1996年3月まで国立小児病院（現：国立成育医療センター）院長。 その間、臨時教育審議会、中央薬事審議会、人口問題審議会等委員、日本小児科学会理事、国際小児科学会会長など多くの政府委員、学会役員を歴任。1996年国立小児病院名誉院長。日本赤ちゃん学会初代理事長、甲南女子大学国際子ども学研究センター所長、日本母乳哺育学会理事長、日本子ども虐待防止学会理事・会長を務めた。
小児科医として長年にわたり、育児・保育・教育などの問題を総合的にとらえた「子ども学」を提唱。
子どもの虹情報研修センター（日本虐待・思春期問題情報研修センター）センター長、チャイルド・リサーチ・ネット所長などを務めた。
1960年、東京大学医学博士。論文の題は「ガルゴイリズムの絲球体上皮中にみられた酸性ムコ多糖類顆粒について」。
2019年12月26日、死去。92歳没。

## 受賞
- 1984年11月 日本医師会最高優秀功労賞
- 1985年10月 毎日出版文化賞
- 1986年7月 国際小児科学会賞
- 2001年秋 勲二等瑞宝章
- 2003年12月 武見記念賞

## 著作
- 『免疫系と免疫病 臨床細胞免疫学』医学書院 1974
- 『お母さんの診断学』医学情報サービス 1979
- 『こどもは未来である 母と子のヒューマンバイオロジー』医学情報サービス 1979　のち岩波書店同時代ライブラリー
- 『<私>のトポグラフィー 自己-非自己の免疫学』朝日出版社 1980
- 『続・こどもは未来である』メディサイエンス社 1981
- 『育児の人間科学』日本評論社 からだの科学選書 1982
- 『最新医療秘書講座 医学基礎教科 感染と免疫』メヂカルフレンド社 1982
- 『お母さんは小児科 よくわかる家庭の医学』小学館 1986
- 『小児科医がすすめる母乳哺育法』主婦の友社 1987
- 『子どもは未来への旅人 教育のヒューマンサイエンス』東京書籍 1988
- 『育つ育てるふれあいの育児 胎児期からの子育て』ティビーエス・ブリタニカ 1988　のちPHP文庫
- 『子ども学』日本評論社 1999
- 『育つ育てるふれあいの子育て 胎児期からの子育て学』風濤社 2000
- 『風韻怎思―子どものいのちを見つめて』小学館、2005

### 共編著
- 『小児臨床免疫学』編 東京医学社 1975
- 『医療にとって医学とはなにか シンポジウム「医学と医療」より』塚田裕三,渡辺格共編 講談社 1977
- 『新小児科学』加藤英夫,市橋保雄共編 南山堂 1977
- 『小児栄養のすべて』馬場一雄共編集 金原出版 1978 小児科mook
- 『小児気管支喘息』馬場一雄共編集 金原出版 1978 小児科mook
- 『小児の感染症』馬場一雄共編集 金原出版 1978 小児科mook
- 『小児の髄液』馬場一雄共編集 金原出版 1978 小児科mook
- 『小児期の肝疾患』馬場一雄共編集 金原出版 1979 小児科mook
- 『小児の発育障害』馬場一雄共編集 金原出版 1979 小児科mook
- 『小児科診断学』編 文光堂 1980
- 『免疫』編 メディサイエンス社 1981
- 『小児免疫不全』編 東京医学社 1982
- 『与薬と看護』松下和子共編集企画 金原出版 1984 看護mook
- 『脳性麻痺』鈴木昌樹共編集企画 金原出版 1985 小児科mook
- 『小児薬用量』改訂第6版 福室憲治、鴨下重彦共著 診断と治療社 1986
- 『講談社小児科臨床大事典』全14巻別巻1　北川照男共企画・編集 1986-87
- 『小児科学』第2版 鴨下重彦共編 医学書院 1987
- 『プライマリ・ケアのための育児学』編集企画 金原出版 1988 小児科mook
- 『子育ては母親だけの責任か』対談原ひろ子 メディサイエンス社 1991
- 『小児気管支喘息診療ガイド』早川浩共編著 中外医学社 1993
- 『赤ちゃんの病気』早川浩共編 日本評論社 1994
- 『社会人間学 社会を場として考える』田村貞雄共編著 成文堂 1997 学際レクチャーシリーズ
- 『新「育児の原理」』-あたたかい心を育てる-　監修 Aprica Childcare Institute・アップリカ育児研究所 2013

### 翻訳
- グリーン, リッチモンド『小児科診断学』鈴木昌樹共監訳 広川書店 1973
- ダナ・ラファエル『母乳哺育 自然の贈物』文化出版局 1977
- Richard M.Heller, Lucy Frank Squire『X線診断演習 5 (小児科)』広川書店 1978
- ヒュー・ジョーリー『ジョーリー博士の育児書』訳・監修 三笠書房 1978
- ワッセルマン, スロウボディ『臨床小児科学』監訳 広川書店 1978
- マサチューセッツ総合病院 [編]『看護手順』大谷杉士共監訳 広川書店 1979
- ヒュー・ジョーリー『小児科医とお母さんのためのジョーリー博士のこども学』三笠書房 1980
- Henry K.Silver ほか『日常臨床のための小児科ハンドブック』監訳 広川書店 1980
- トマス・バーニー『胎児は見ている 最新医学が証した神秘の胎内生活』祥伝社ノン・ブック 1982
- T.Berry Brazelton『ブラゼルトンの親と子のきずな アタッチメントを育てるとは』医歯薬出版 1982
- Johanna Goldfarb, Edith Tibbetts『母乳哺育指導マニュアル』多田裕共監訳 医学書院 1983
- R.S.イリングワース『よくみる子供の症状 プライマリ・ケアのための小児科診断学』中央洋書出版部 1986
- グウィン・ビバース文 サラ・プーリー絵『みんなのからだ』中山知子共訳　西村書店 1987 改題『からだのしくみとはたらき』
- 『ふれあいは愛の言葉 はじめてママになるあなたへ』監訳　ベクトル・コア 1988
- William A.H.Sammons, Jennifer M.Lewis『未熟児-その異なった出発』竹内徹共監訳　医学書院 1990
- Dana Raphael, Flora Davis 『母親の英知 母乳哺育の医療人類学』監訳　医学書院 1991